# Frank Brian
Frank Sands Brian (Zachary, Luisiana, 1 de mayo de 1923-ibídem, 14 de mayo de 2017) fue un jugador de baloncesto estadounidense que disputó 2 temporadas en la NBL y otras 7 temporadas de la NBA. Con 1,85 metros de altura, jugaba en la posición de Base. Fue dos veces All-Star, en 1951 y 1952, y dos veces finalista de la NBA con los Fort Wayne Pistons.

## Trayectoria deportiva

### Universidad
Comenzó jugando en 1942 con los Tigers de la Universidad Estatal de Luisiana, pero tras una temporada en la que promedió 14 puntos por partido y fue incluido en el mejor quinteto de la Southeastern Conference, su carrera se vio interrumpida por la Segunda Guerra Mundial, regresando al equipo en 1946 para disputar su último año como universitario, en el que lideró la conferencia en anotación, al promediar 16,2 puntos por partido, y fue incluido en el segundo mejor quinteto de la misma. En el total de su carrera promedió 15,3 puntos en los 36 partidos que disputó.
En 1987 fue incluido en el Salón de la Fama del Baloncesto del Estado de Luisiana.

### Profesional
Comenzó su trayectoria profesional en los Anderson Packers de la NBL en 1947. En su primera temporada fue incluido en el segundo mejor quinteto de la liga, y al año siguiente en el primero. En la temporada 1949-50, tras la fusión de su liga con la BAA, comienza a jugar en la nueva NBA, donde los Packers sólo permanecen una temporada, en la cual Brian logra sus mejores cifras como profesional, promediando 17,8 puntos y 3,0 asistencias, siendo incluido en el segundo mejor quinteto de la NBA.
Al año siguiente ficha por Chicago Stags, que automáticamente lo traspasan a los Tri-Cities Blackhawks, donde en su única temporada en el equipo logra ser elegido para disputar el primer All Star de la historia, en el cual consiguió 14 puntos, 6 rebotes y 3 asistencias, siendo el segundo máximo anotador del equipo de la Conferencia Oeste tras Alex Groza. Al acabar la temporada fue incluido en el segundo mejor quinteto de la NBA tras promediar 16,8 puntos, 3,9 asistencias y 3,6 rebotes por partido.
En mayo de 1951 es traspasado a Fort Wayne Pistons a cambio de Howie Schultz y Dick Mehen. En su primera temporada, jugando al lado de jugadores como Larry Foust y Fred Schaus, se convierte en titular indiscutible, jugando más de 40 minutos por partido, siendo el máximo anotador de los Pistons y el sexto de la liga, tras promediar 15,9 puntos por partido. Fue elegido de nuevo para disputar el All Star, en el que consiguió 13 puntos y 7 rebotes. Su trayectoria sufrió a partir de ese momento un importante descenso, perdiendo la titularidad en favor de Fred Scolari, y pasando a un segundo plano. A pesar de ello permaneció cuatro temporadas más con el equipo de Fort Wayne, llegando en las dos últimas a las Finales, perdiendo en ambas ante Syracuse Nationals y Philadelphia Warriors respectivamente.
Se retiró en 1956, con 32 años, tras haber promediado en el total de su carrera 12,3 puntos, 2,6 asistencias y 2,4 rebotes por partido.

## Estadísticas de su carrera en la NBA

### Temporada regular
| Año      | Equipo     | PJ  | MPP  | TC%  | TL%  | RPP | APP | PPP  |
| -------- | ---------- | --- | ---- | ---- | ---- | --- | --- | ---- |
| 1949–50  | Anderson   | 64  | –    | .318 | .824 | –   | 3.0 | 17.8 |
| 1950–51  | Tri-Cities | 68  | –    | .322 | .823 | 3.6 | 3.9 | 16.8 |
| 1951–52  | Fort Wayne | 66  | 40.5 | .352 | .848 | 3.5 | 3.5 | 15.9 |
| 1952–53  | Fort Wayne | 68  | 28.1 | .351 | .795 | 2.0 | 2.1 | 10.7 |
| 1953–54  | Fort Wayne | 64  | 15.2 | .375 | .753 | 1.2 | 1.4 | 6.3  |
| 1954–55  | Fort Wayne | 71  | 19.5 | .380 | .851 | 1.8 | 2.0 | 9.7  |
| 1955–56  | Fort Wayne | 37  | 18.4 | .297 | .818 | 2.4 | 2.0 | 6.2  |
| Total    | Total      | 438 | 24.9 | .340 | .821 | 2.4 | 2.6 | 12.3 |
| All-Star | All-Star   | 2   | –    | .375 | .818 | 6.5 | 3.5 | 13.5 |

### Playoffs
| Año   | Equipo     | PJ | MPP  | TC%  | TL%  | RPP | APP | PPP  |
| ----- | ---------- | -- | ---- | ---- | ---- | --- | --- | ---- |
| 1950  | Anderson   | 8  | –    | .271 | .896 | –   | 2.4 | 11.9 |
| 1952  | Fort Wayne | 2  | 40.5 | .250 | .833 | 3.0 | 4.5 | 8.5  |
| 1953  | Fort Wayne | 8  | 18.3 | .310 | .760 | 1.1 | 1.4 | 5.6  |
| 1954  | Fort Wayne | 4  | 26.5 | .417 | .688 | 3.0 | 2.5 | 10.3 |
| 1955  | Fort Wayne | 11 | 24.5 | .400 | .816 | 2.0 | 2.5 | 11.5 |
| 1956  | Fort Wayne | 10 | 16.6 | .382 | .810 | 1.2 | 1.7 | 6.9  |
| Total | Total      | 43 | 21.9 | .347 | .818 | 1.7 | 2.2 | 9.2  |